# والي ماسور
والي ماسور (بالإنجليزية: Wally Masur)‏ مواليد 13 مايو 1963 في ساوثهامبتون، هو لاعب كرة مضرب أسترالي سابق بدأ مسيرته كمحترف سنة 1982 وكان يلعب باليد اليمنى، اعتزل اللعب في 1995. أعلى تصنيف له في الفردي كان المركز الـ 15 في سنة 1993. سبق أن شارك في دورة الألعاب الأولمبية الصيفية.

## روابط خارجية
- والي ماسور على موقع رابطة محترفي التنس (الإنجليزية)
- والي ماسور على موقع الاتحاد الدولي لكرة المضرب (الإنجليزية)
- والي ماسور على موقع كأس ديفيز (الإنجليزية)
- والي ماسور على موقع اتحاد التنس الأسترالي (الإنجليزية)
- والي ماسور على موقع خلاصة التنس.كوم (الإنجليزية)
- والي ماسور على موقع أوليمبيديا (الإنجليزية)
- والي ماسور على موقع اللجنة الأولمبية الأسترالية (الإنجليزية)